# Goodenia
Goodenia es un género que consta de 179 especies de plantas fanerógamas perteneciente a la familia Goodeniaceae. Comprende 285 especies descritas y de estas, solo 201 aceptadas.

## Hábitat
Sólo G. konigsbergeri no se produce en Australia, pero es endémica en Java. G. armstrongiana , G. purpurascens  y G. pumilio se distribuyen en Nueva Guinea. G. pilosa se extiende a Indonesia, el sur de China y Filipinas. Todas las demás especies son endémicas de Australia.  Se encuentran en todos los estados, incluso en zonas áridas y semiáridas.
Entre las especies incluyen:
- Goodenia ovata, comúnmente conocida como Goodenia Hop, un pequeño arbusto de 1 metro de altura con flores amarillas.[5]

## Taxonomía
El género fue descrito por  James Edward Smith y publicado en Spec. Bot. New Holland 1: 15, t. 5. 1793.
Etimología
Goodenia: nombre genérico que fue publicado en 1793 por James Edward Smith en honor del arzobispo de Carlisle Samuel Goodenough. Goodenough también fue botánico y miembro de la Sociedad linneana de Londres.

## Especies seleccionadas
| - Goodenia acuminata R.Br. - Goodenia affinis de Vriese - Goodenia aillya F.Muell. - Goodenia albida Sm. - Goodenia anfracta - J.M.Black - Goodenia arachnoida Carolin - Goodenia armitiana F.Muell - Goodenia arthrotricha Benth. - Goodenia auriculata Benth. - Goodenia azurea F.Muell - Goodenia barilletii F.Muell - Goodenia berardiana Carolin - Goodenia berringbinensis Carolin - Goodenia bicolor Benth. - Goodenia brachypoda Carolin - Goodenia byrnesii Carolin - Goodenia calogynoides E.Pritz. - Goodenia campestris Carolin - Goodenia centralis Carolin - Goodenia claytoniacea Benth. - Goodenia clementii K.Krause - Goodenia coerulea R.Br. - Goodenia concinna Benth. - Goodenia convexa Carolin - Goodenia coronopifolia R.Br. - Goodenia corynocarpa F.Muell. - Goodenia crenata Carolin & L.W.Sage - Goodenia cusackiana (F.Muell.) Carolin - Goodenia cycloptera R.Br. - Goodenia decursiva W.Fitzg. - Goodenia deserti Carolin - Goodenia discolor K.Krause - Goodenia drummondii Carolin - Goodenia durackiana Carolin - Goodenia dyeri K.Krause | - Goodenia eatoniana F.Muell. - Goodenia elderi F.Muell. & Tate - Goodenia eremophila E.Pritz. - Goodenia fasciculata (Benth.) Carolin - Goodenia filiformis R.Br. - Goodenia forrestii F.Muell - Goodenia gibbosa Carolin - Goodenia glabra R.Br. - Goodenia glandulosa K.Krause - Goodenia glareicola Carolin - Goodenia glauca F.Muell. - Goodenia gloeophylla Carolin - Goodenia goodeniacea (F.Muell.) Carolin - Goodenia grandiflora Sims - Goodenia granitica L.W.Sage & K.A.Sheph. - Goodenia gypsicola Symon - Goodenia hartiana L.W.Sage - Goodenia hassallii F.Muell. - Goodenia havilandii Maiden & Betche - Goodenia heatheriana - L.W.Sage - Goodenia helenae Ising - Goodenia helmsii (E.Pritz.) Carolin - Goodenia heppleana (W.Fitzg.) Carolin - Goodenia heterochila F.Muell. - Goodenia hirsuta F.Muell. - Goodenia hispida R.Br. - Goodenia holtzeana (Specht) Carolin - Goodenia hopperiana - L.W.Sage & S.J.van Leeuwen ms - Goodenia incana - R.Br. - Goodenia integerrima - Carolin - Goodenia inundata - L.W.Sage & J.P.Pigott - Goodenia iyouta - Carolin - Goodenia janamba - Carolin - Goodenia micrantha Hemsl. ex C.Chr. & Ostenf. - Goodenia splendida A.E.Holland & T.P.Boyle |